# Jitka Čvančarová

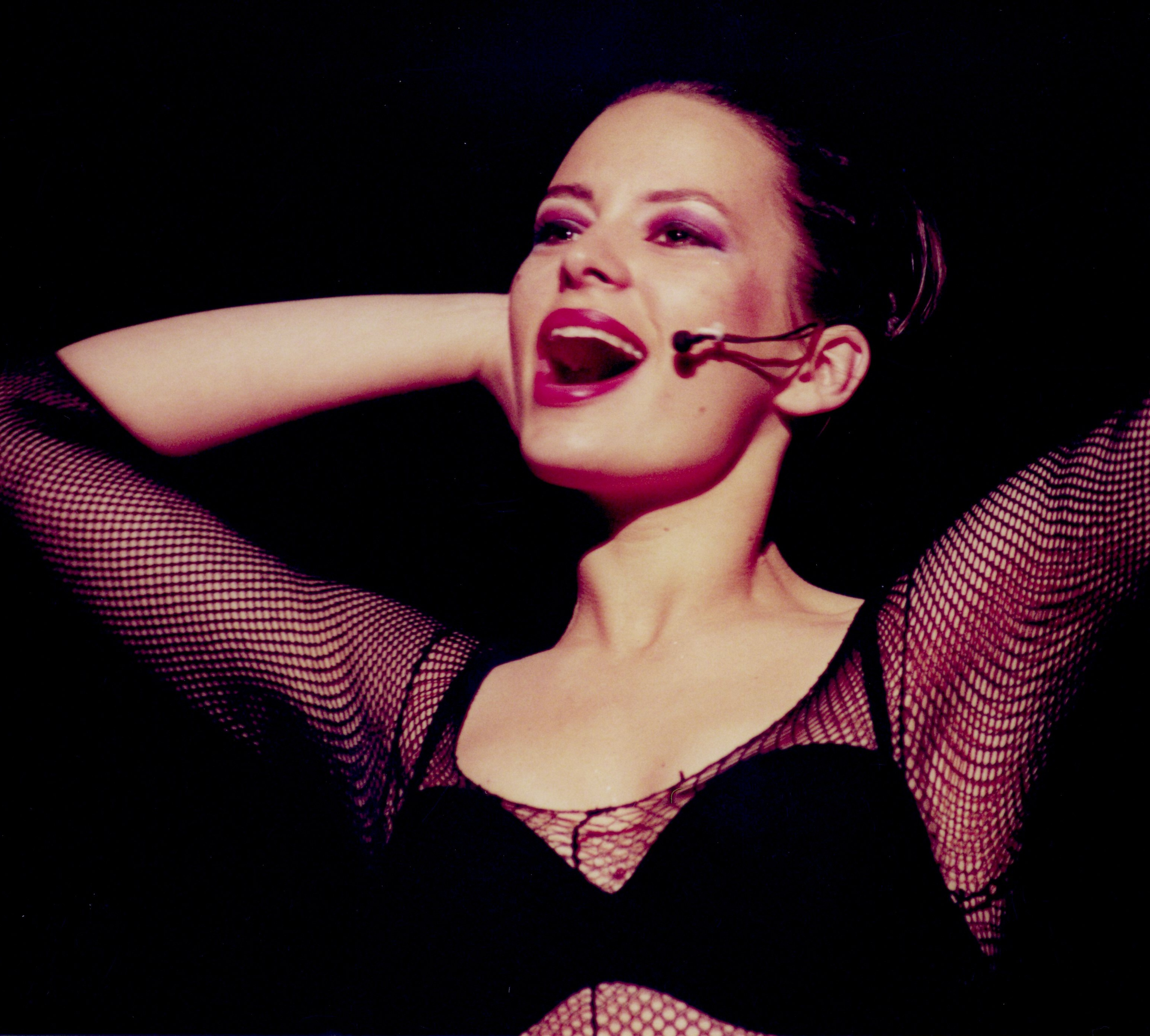
Jitka Čvančarová im Jahr 2011

Jitka Čvančarová (* 23. März 1978 in Mělník, Tschechoslowakei) ist eine tschechische Schauspielerin.

## Leben
Jitka Čvančarová wurde 1978 in Mělník geboren, einer Stadt 30 Kilometer nördlich von Prag. Hier machte sie zunächst einen Abschluss an der Oberschule für Bauwesen. Im Jahr 2000 erlangte sie ihren Abschluss im Bereich Musical und Schauspiel an der Janáček-Akademie für Musik und Darstellende Kunst Brünn (JAMU) und wechselte in das Ensemble des Stadttheaters Brünn, dem sie bis 2008 angehörte. Hier trat sie in Produktionen wie Grease und Little Shop of Horrors auf. 2000 erhielt sie für ihre Rolle als Sandra in dem Musical Eine Welt voller Engel eine Nominierung für den Cena Thálie („Thalia-Preis“) in der Kategorie Operette, Musical und anderes musikdramatisches Genre. 2007 folgte eine Nominierung für ihre Rolle in Die Hexen von Eastwick. Seit 2008 ist sie freischaffend und übernimmt Gastspiele an verschiedenen Theatern und Bühnen.
Seit Anfang der 2000er Jahre tritt sie in Film- und Fernsehproduktionen auf, spielt in bekannten Fernsehserien und -telenovelas und moderiert Fernsehsendungen. Ihre bisher erfolgreichste Rolle hatte sie in dem Film The Painted Bird (Originaltitel Nabarvené ptáče), für den sie für den Český lev („Böhmischer Löwe“) als Beste Nebendarstellerin nominiert wurde. Jitka Čvančarová arbeitet auch als Synchronsprecherin und übernahm in der Serie 24 die Synchronisation von Lourdes Benedicto in der Rolle der Carrie Turner.
Am 31. August 2024 trat  Čvančarová beim E.ON’s Free Ekofestival in Brünn auf.

## Filmografie
- 2011:  Muži v naději
- 2012: Probudím se včera
- 2014: Dědictví aneb Kurva se neříká
- 2014: Hodinový manžel
- 2017: Der dritte Wunsch (Přání k mání)
- 2019: The Painted Bird (Nabarvené ptáče)
- 2021: Kukačky
- 2022: Betlémské světlo
- 2022: Hádkovi
- 2022: Střídavka